# Bernat Ató VI Trencavell
Bernat Ató VI Trencavell (1159 - † després del 1214) fou vescomte de Nimes i Agde del 1159 al 1214. Era fill de Bernat Ató V Trencavell, vescomte de Nimes i d'Agde i Guillemeta de Montpeller.

## Biografia
Nascut pòstumament, va succeir el seu pare des del naixement i sota la regència de la seva mare Guillemeta de Montpeller i ajudat per Bermont de Vesenòbre, algutzil de Montpeller. Pons de Vesenòbre i alguns cavallers van intentar de revoltar-se, però es van haver finalment de sotmetre. El 1163, el comte Ramon V de Tolosa va fer les paus amb Ramon I Trencavell, vescomte d'Albi, Besiers i Carcassona i oncle de Bernat Ató VI, del qual es va convertir en el protector.
El 1174, Bernat Ató va fer la majoria i es va fer càrrec del govern dels seus vescomtats. A Besiers, Carcassona i Albi, era el seu cosí Roger II Trencavell qui governava, després d’haver succeït el seu pare Ramon, assassinat el 1167. El 1177, Ramon V de Tolosa intenta ocupar Montpeller i Bernat Ató es va unir a una coalició formada contra el comte de Tolosa i composta per Roger II Trencavell, Guilhem VIII, senyor de Montpeller i Alfons el Cast, rei d’Aragó. A canvi, Ramon V va unir forces el 1179 amb Aldebert d'Usès i de Posquièras, bisbe de Nimes, i el seu germà Ramon II d'Usès i de Posquièras, bisbe d'Usès. El 1180, el rei d'Aragó va arribar a Nimes i Bernat Ató li va jurar lleialtat.
Poc després, Ramon V va assetjar i prendre Nimes i n'expulsà el vescomte. La guerra es va reprendre entre Tolosa i Aragó i va donar lloc a un tractat el 1185 que, entre altres coses, va retornar Nimes a Bernat Ató.

### Problemes econòmics
Una de les grans preocupacions de Bernat Ató VI va ser la manca de diners. El 1179, va cedir a Berenguer de Puisserguièr els drets de peatge pel camí de Saint-Thibéry a Marseillan i entre Besiers i Narbona, per 2.000 sous melgorians, cosa que li va permetre pagar tropes contra el comte de Tolosa. El 1189, va confiar les seves propietats a Lopian i al castell de Marcelhan a Guillem VIII senyor de Montpeller i a la seva dona Agnès per 10.000 sous melgorians. El gener de 1194 va tornar a cedir Lopian durant 10 anys per 20.000 sous melgoirians. Acabarà cedint aquests béns al senyor de Montpeller i a la seva dona Agnès. Però una mica abans del mateix període, també va fer una donació del vescomtat d’Agde, al qual pertanyia Lopian, al bisbe d’Agde per convertir-se en canonge. El bisbe d’Agde va jurar fidelitat a Ramon de Tolosa i, per tant, va aportar el vescomtat d’Agde com a feu del comte de Tolosa de Llenguadoc. Després de la mort de Guillem VIII de Montpeller, els senyors de Montpeller es van convertir en vassalls del rei d’Aragó, enemic etern del comte de Tolosa.
També va vendre part del seu poder als burgesos de Nimes, que van escollir a partir del 1194 quatre cònsols, que van seure a la Casa Quadrada de la ciutat.
El 1214, ja no capaç de pagar els seus creditors, va vendre els seus vescomtats a Simó IV de Montfort.
| Precedit per            | Títol                         | Succeït per      |
| ----------------------- | ----------------------------- | ---------------- |
| Bernat Ató V Trencavell | Vescomte d'Agde (1159-1214)   | Simó de Montfort |
| Bernat Ató V Trencavell | Vescomte de Nimes (1159-1214) | Simó de Montfort |